# Campionati del mondo di atletica leggera indoor 2018 - Getto del peso femminile
La gara del getto del peso femminile ha avuto luogo il 2 marzo 2018: le 15 atlete qualificate al mondiale hanno disputato tutte la finale.
Il minimo per poter partecipare alla gara è di 18,20 m.

## Risultati
La finale ha avuto inizio alle 20:09. Il risultato è in metri.
| Pos. | Atleta               | Nazione           | 1°    | 2°    | 3°    | 4°    | 5°    | 6°    | Ris.  | Note   |
| ---- | -------------------- | ----------------- | ----- | ----- | ----- | ----- | ----- | ----- | ----- | ------ |
| 1    | Anita Márton         | Ungheria          | 18.29 | 18.30 | 19.48 | x     | 18.96 | 19.62 | 19.62 | NR, WL |
| 2    | Danniel Thomas-Dodd  | Giamaica          | 18.92 | 18.95 | 19.22 | x     | 18.86 | 19.07 | 19.22 | NR     |
| 3    | Gong Lijiao          | Cina              | x     | 18.98 | x     | 18.83 | 18.81 | 19.08 | 19.08 | SB     |
| 4    | Gao Yang             | Cina              | 18.45 | 18.77 | 18.41 | 18.70 | 18.20 | 18.51 | 18.77 | PB     |
| 5    | Paulina Guba         | Polonia           | 18.53 | x     | 18.16 | 18.31 | 18.54 |       | 18.54 |        |
| 6    | Alëna Dubickaja      | Bielorussia       | x     | x     | 18.21 | x     | x     |       | 18.21 | SB     |
| 7    | Yaniuvis López       | Cuba              | 17.81 | 18.05 | x     | 18.04 | 18.19 |       | 18.19 | PB     |
| 8    | Jeneva Stevens       | Stati Uniti       | 15.90 | 18.18 | 18.00 | 17.64 | x     |       | 18.18 |        |
| 9    | Cleopatra Borel      | Trinidad e Tobago | 17.33 | 17.80 | 17.49 |       |       |       | 17.80 |        |
| 10   | Brittany Crew        | Canada            | x     | 17.61 | 16.13 |       |       |       | 17.61 |        |
| 11   | Julija Leancjuk      | Bielorussia       | x     | 17.44 | 17.15 |       |       |       | 17.44 |        |
| 12   | Daniella Hill        | Stati Uniti       | 17.22 | 17.26 | x     |       |       |       | 17.26 |        |
| 13   | Fanny Roos           | Svezia            | 17.19 | 17.23 | x     |       |       |       | 17.23 |        |
| 14   | Dimitriana Surdu     | Moldavia          | 17.15 | 17.22 | x     |       |       |       | 17.22 |        |
| 15   | Radoslava Mavrodieva | Bulgaria          | 16.33 | x     | x     |       |       |       | 16.33 |        |

## Legenda
| X   | Nullo                       |
| -   | Passo                       |
| DNF | Ritirato                    |
| WR  | Record del mondo            |
| WL  | Miglior prestazione annuale |
| CR  | Record dei campionati       |
| AIR | Record di area indoor       |
| NR  | Record nazionale            |
| PB  | Record personale            |
| SB  | Record stagionale           |